# 全光宇
全光宇 (1949年5月7日—)是一位韩国企业家。

## 生平
1949年出生于韩国首尔，毕业于首尔大学和印第安那大学和宾夕法尼亚大学沃顿商学院。毕业后任教于密歇根州立大学，之后在世界银行工作12年之久。1998年亚洲金融风暴之后返回韩国担任副总理的特别顾问。2008年至2009年担任大韩民国金融委员会委员长。2009年至2013年担任国民年金公团董事长和首席执行官。